# Acancéh
Acancéh  è un sito archeologico messicano di epoca Maya.

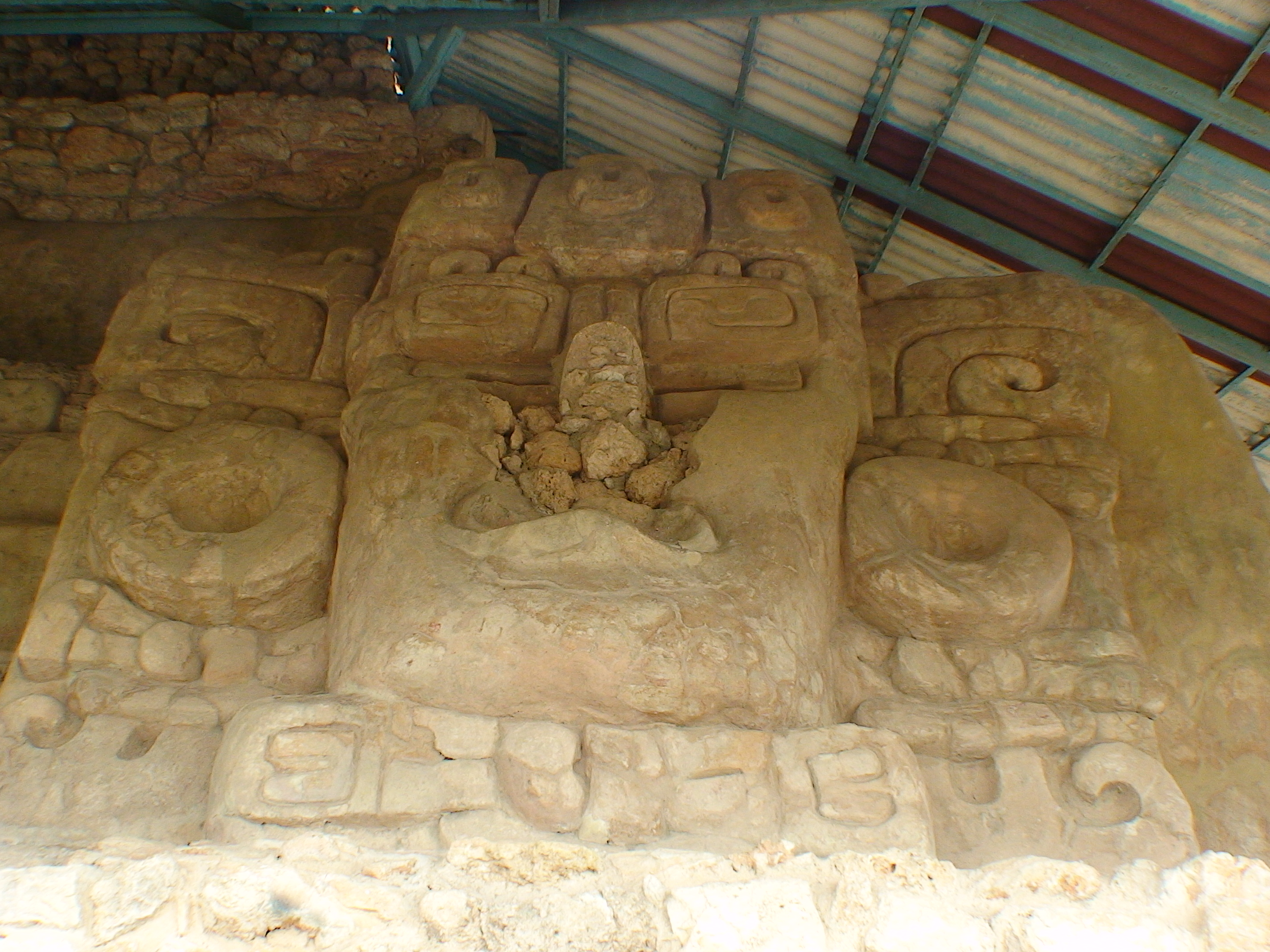
Una delle maschere della piramide scoperte recentemente

Il sito archeologico si trova al di sotto della omonima località del nord-ovest della penisola
dello Yucatán e risale al tardo Periodo Preclassico. Il centro del sito è dominato da una piramide, le cui maschere monumentali in stucco sono state scoperte verso la fine degli anni 
novanta del XX secolo da archeologi messicani. Rappresentano teste umane incorniciate da numerosi 
attributi simbolici (ad es.: elaborati ornamenti auricolari, grandi acconciature e spirali che fuoriescono  dalla bocca dell'essere raffigurato). 

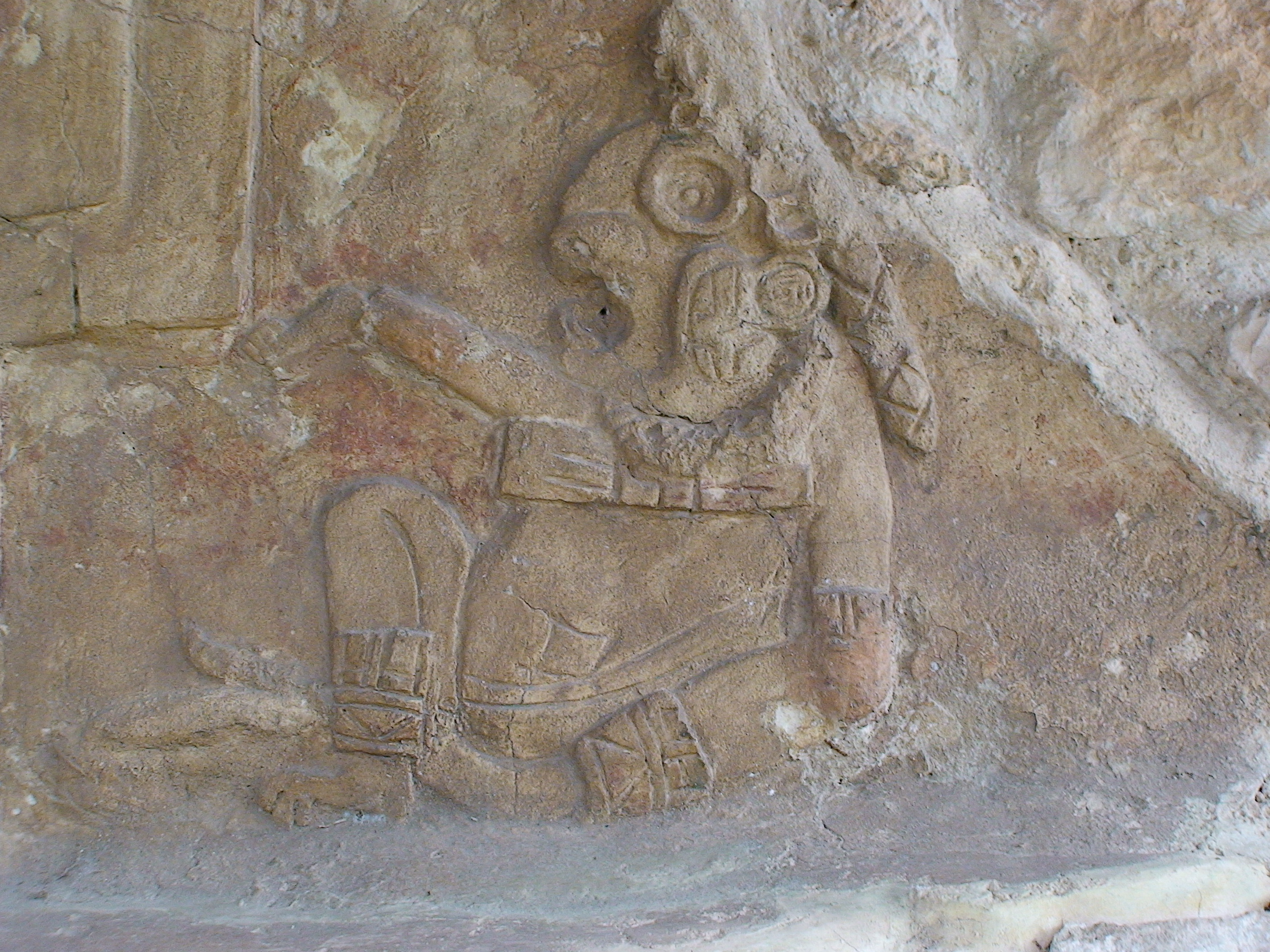
Stucco dal Palazzo degli Stucchi

A sud di questa costruzione sorge un altro edificio (chiamato Palazzo degli Stucchi), con una facciata modellata da bassorilievi in stucco, simili a quelli tipici della civiltà di Teotihuacan, tanto da rafforzare l'ipotesi di una influenza diretta nell'area.